# Anillomyrma
Anillomyrma – rodzaj mrówek należący do podrodziny Myrmicinae.

## Gatunki
Rodzaj obejmuje dwa gatunki:
- Anillomyrma decamera Emery, 1901
- Anillomyrma tridens Bolton, 1987